# Matabeleland Septentrional
Matabeleland Septentrional (en anglès Matabeleland North) és una de les deu províncies de Zimbàbue. Ocupa una àrea de 75.025 km². La capital de la província és Lupane.

## Departaments

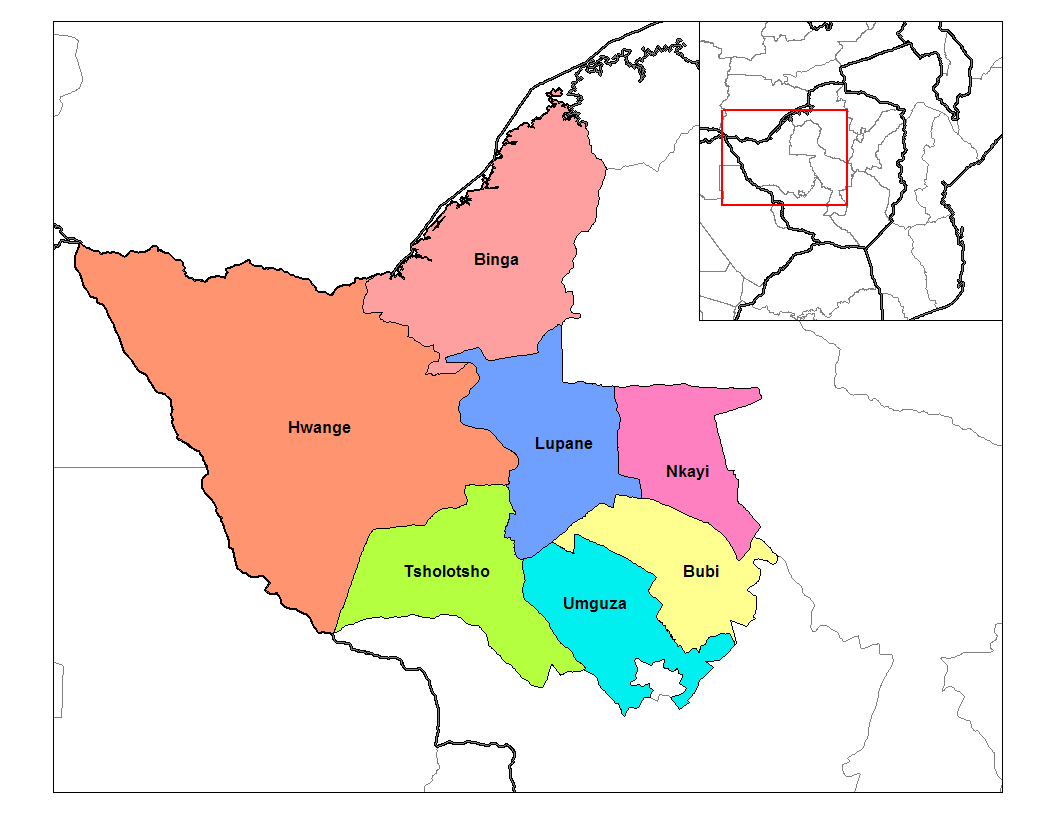
Departaments de Matabeleland Septentrional

Matabeleland Septentrional es divideix en 7 departaments:
- Binga
- Bubi
- Hwange
- Lupane
- Nkayi
- Tsholotsho
- Umguza